# كيسيفيل (نيويورك)
كيسيفيل (بالإنجليزية: Keeseville, New York)‏ هي منطقة سكنية تقع في الولايات المتحدة في نيويورك (ولاية).  يقدر عدد سكانها بـ 1,815 نسمة ومساحتها 3.2 كم2  وترتفع عن سطح البحر 127 متر.

## التركيبة السكانية
حدّد مكتب تعداد الولايات المتحدة بيانات التركيبة السكانية لكيسيفيل في تعداد الولايات المتحدة. في ما يلي، التركيبة السكانية حسب تعدادي 2000 و2010.

### تعداد عام 2000
بلغ عدد سكان كيسيفيل 1,850 نسمة بحسب تعداد عام 2000، وبلغ عدد الأسر 706 أسرة وعدد العائلات 477 عائلة مقيمة في القرية. في حين سجلت الكثافة السكانية 578.1 نسمة لكل كيلومتر مربع (1,497.3/ميل2). وبلغ عدد الوحدات السكنية 816 وحدة بمتوسط كثافة قدره 255 لكل كيلومتر مربع (660.4/ميل2).
وتوزع التركيب العرقي للقرية بنسبة 96.54% من البيض و0.92% من الأمريكيين الأفارقة و0.38% من الأمريكيين الأصليين و0.32% من الأمريكيين ذوي الأصول الآسيوية و0.70% من الأعراق الأخرى و1.14% من عرقين مختلطين أو أكثر و1.35% من الهسبانيون أو اللاتينيون من أي عرق.
بلغ عدد الأسر 706 أسرة كانت نسبة 38.2% منها لديها أطفال تحت سن الثامنة عشر تعيش معهم، وبلغت نسبة الأزواج القاطنين مع بعضهم البعض 48.7% من أصل المجموع الكلي للأسر، ونسبة 13.6% من الأسر كان لديها معيلات من الإناث دون وجود شريك،  بينما كانت نسبة 5.2% من الأسر لديها معيلون من الذكور دون وجود شريكة وكانت نسبة 32.4% من غير العائلات. تألفت نسبة 24.9% من أصل جميع الأسر من عدة أفراد يعيشون في نفس المنزل ونسبة 11% كانت تتألف من شخص يعيش بمفرده يبلغ من العمر 65 عاماً أو أكثر. وبلغ متوسط حجم الأسرة المعيشية 2.57، أما متوسط حجم العائلات فبلغ 3.04.
بلغ العمر الوسطي للسكان 36.2 عاماً. وكانت نسبة 27.1% من القاطنين تحت سن الثامنة عشر، وكانت نسبة 8.5% بين الثامنة عشر والرابعة والعشرين عاماً، ونسبة 28.2% كانت واقعةً في الفئة العمرية ما بين الخامسة والعشرين والرابعة والأربعين عاماً، ونسبة 21.5% كانت ما بين الخامسة والأربعين والرابعة والستين، ونسبة 12.7% كانت ضمن فئة الخامسة والستين عاماً فما فوق. يوجد لكل 100 أنثى 94.6 ذكر، ويوجد لكل 100 أنثى في الثامنة عشر من عمرها فما فوق 90.7 ذكر.
بلغ متوسط دخل الأسرة في القرية 32,813 دولارًا، أما متوسط دخل العائلة فبلغ 36,181 دولارًا. وكان متوسط دخل الذكور 28,229 دولارًا مقابل 21,500 دولارًا للإناث. وسجل دخل الفرد الخاص بالقرية 13,939 دولارًا. وكانت نسبة 10.9% من العائلات ونسبة 15.3% من السكان تحت خط الفقر، وكان من هؤلاء نسبة 22.4% تحت سن الثامنة عشر ونسبة 9.9% في الخامسة والستين من العمر وما فوق.

### تعداد عام 2010
بلغ عدد سكان كيسيفيل 1,815 نسمة بحسب تعداد عام 2010، وبلغ عدد الأسر 750 أسرة وعدد العائلات 484 عائلة مقيمة في القرية. في حين سجلت الكثافة السكانية 567.2 نسمة لكل كيلومتر مربع (1,469.0/ميل2). وبلغ عدد الوحدات السكنية 841 وحدة بمتوسط كثافة قدره 262.8 لكل كيلومتر مربع (680.6/ميل2).
وتوزع التركيب العرقي للقرية بنسبة 96.20% من البيض و0.88% من الأمريكيين الأفارقة و0.33% من الأمريكيين الأصليين و0.72% من الأمريكيين ذوي الأصول الآسيوية و0.11% من الأعراق الأخرى و1.76% من عرقين مختلطين أو أكثر و1.38% من الهسبانيون أو اللاتينيون من أي عرق.
بلغ عدد الأسر 750 أسرة كانت نسبة 31.7% منها لديها أطفال تحت سن الثامنة عشر تعيش معهم، وبلغت نسبة الأزواج القاطنين مع بعضهم البعض 45.6% من أصل المجموع الكلي للأسر، ونسبة 12.5% من الأسر كان لديها معيلات من الإناث دون وجود شريك،  بينما كانت نسبة 6.4% من الأسر لديها معيلون من الذكور دون وجود شريكة وكانت نسبة 35.5% من غير العائلات. تألفت نسبة 27.6% من أصل جميع الأسر من عدة أفراد يعيشون في نفس المنزل ونسبة 10.3% كانت تتألف من شخص يعيش بمفرده يبلغ من العمر 65 عاماً أو أكثر. وبلغ متوسط حجم الأسرة المعيشية 2.40، أما متوسط حجم العائلات فبلغ 2.88.
بلغ العمر الوسطي للسكان 40.1 عاماً. وكانت نسبة 22.8% من القاطنين تحت سن الثامنة عشر، وكانت نسبة 7.9% بين الثامنة عشر والرابعة والعشرين عاماً، ونسبة 26% كانت واقعةً في الفئة العمرية ما بين الخامسة والعشرين والرابعة والأربعين عاماً، ونسبة 30.5% كانت ما بين الخامسة والأربعين والرابعة والستين، ونسبة 12.9% كانت ضمن فئة الخامسة والستين عاماً فما فوق. وتوزع التركيب الجنسي للسكان بنسبة 49.6% ذكور و50.4% إناث.

## أعلام
- ويليام هنري جاكسون
- فرانك أوكونور